# Alexandre Dmitriev-Mamonov
Comte Alexandre Matveïevitch Dmitriev-Mamonov (en russe : Александр Матвеевич Дмитриев-Мамонов), né le 30 septembre 1758; mort le 11 octobre 1803, enseveli dans le monastère Donskoï) fut le favori de Catherine II de Russie de 1786 à 1789.

## Biographie
Rejeton des Riourikides, du lignage des princes de Smolensk, il était un descendant de la famille noble Dmitriev-Mamonov. Son père M.V. Mamonov et le général A.A. Sagriachski étaient mariés avec deux sœurs issues de la famille Boborykine, et Sagriachski était un cousin de la mère de Potemkine. Grâce à ces relations Alexandre était inscrit encore enfant dans le Régiment Izmaïlovski et, en 1784, nommé aide de camp de Potemkine. Voulant s’assurer que pendant ses longues absences de la cour un de ses fidèles se trouvait autour de l’impératrice, celui-ci le présenta en 1786 à Catherine, qui le prenait à cœur pour sa beauté et son comportement modeste. Dans une lettre à Friedrich Melchior Grimm elle loua ses connaissances de la langue française, encourageant ainsi ses débuts littéraires. En preuve de sa gratitude Alexandre fit don a son protecteur d’une théière inscrite "Plus unis par le cœur que par le sang".
Encore en 1786 Dmitriev-Mamonov était nommé colonel et Fluegel-adjutant, c'est-à-dire aide-de-camp de la suite de l'impératrice; dans la même année encore il fut promu général de brigade, nommé Kammerherr actuel (c'est-à-dire chambellan ou plutôt « véritable gentilhomme de la chambre »), et reçut un appartement dans le Palais d'Hiver. Dans un premier temps il n’apparut pas en public, mais en 1787 Catherine se fit accompagner de son « tunique rouge » (son sobriquet pour Mamonov) dans son voyage en Crimée où il profita de l’occasion pour participer aux entretiens de l’impératrice avec divers dignitaires et éventuellement même dans sa rencontre avec l’empereur Joseph II. et le roi polonais Stanislas II. Dans cette même année 1787 il rencontra à Kiev l’homme politique vénézuélien Francisco de Miranda. Dès lors Dmitriev-Mamonov commença à participer dans les affaires d’État, d’abord marginalement n’y étant doué ni intellectuellement ni par d’autres facultés. Néanmoins, l’impératrice en 1788 le nomma adjudant-général, le promut lieutenant général, lui procura le titre d’un comte du Saint-Empire, et enfin ordonna sa présence au conseil.
Grâce aux donations de l’impératrice il obtint une des plus grandes fortunes de la Russie (entre autres il reçut en 1788 l’ordre de Saint-Alexandre Nevski avec brillants d’une valeur de 30.000 roubles et fourragères garnie de brillants d’une valeur de 50.000 roubles). Les rentes de ses terres s’élevaient à 63.000 roubles par an, mais en traitements de ses fonctions diverses il touchait plus de 200.000 roubles par an.
Après deux ans avec la tsarine Dmitriev-Mamonov commençait à se lasser d’elle. Du temps de son soixantième anniversaire son état d’âme fut décrit comme « hypochondriaque». Un de ses amis racontait, Mamonov « regarde sa vie comme une prison, s’ennuie terriblement ; il semble, que la tsarine le suit sur ses pas dans chaque assemblée, où des femmes sont présentes, et se montre jalouse ». Sa position semblait inébranlable, mais lui-même la bouleversa à l’improviste, lorsqu’il tomba amoureux du temps du soixantième anniversaire de l’impératrice de la dame d’atour princesse Daria Shcherbatova de seize ans, et la porta pour quelques semaines sur sa retraite de Dubrovitzy, un domaine luxueux près de Moscou, que Catherine avait acheté à Potemkine pour la donner en cadeau à Mamonov. Ses adversaires - Mamonov ne parlait plus à Bezborodko et était en plein antagonisme avec Anna Protassova, la confidente plus proche de Catherine - informaient immédiatement l’impératrice sur cette affaire qui en était choquée et aigrie. Incapable d’appréhender que son amant pourrait la délaisser pour une fille, qui aurait pu être sa petite-fille, elle condescendait dit-on à répandre le bruit qu’il soit devenu fou. Dans une lettre à Potemkine elle commenta: « Il y a des indices qu’il avait l’intention de rester avec sa femme à la cour comme avant, alors comportement équivoque et irrationnel de la sorte, que même ses amis le plus proches ne le défendent plus ».
Le 20 juin 1789 le secrétaire d’État Chrapovitski note dans son journal: « …avant la promenade du soir Sa Majesté a bien voulu recevoir le comte A.M. Mamonov et la princesse Shcherbatov ; les deux ont imploré son pardon sur leurs genoux ». Le fiancé recevait encore un don de 2.250 serfs et 100.000 roubles, mais il était commandé de quitter Saint-Pétersbourg le jour même des noces. Du même coup la dame d’honneur Marie Shkourina était congédiée pour avoir aidé les amoureux.
Dmitriev-Mamonov se retira à Moscou et d’abord se montrait content de son sort, mais un an après il décida de se recommander au bon souvenir de Catherine et lui envoya des lettres suppliantes demandant sa faveur et la permission de retourner à Saint-Pétersbourg. La réponse de l’impératrice ne manqua pas de le démystifier. La légende que Catherine jalouse aurait envoyé des gendarmes déguisés en femmes qui auraient roué Shcherbatova cruellement des coups devant son mari n’est pourtant pas fondé dans les faits historiques. [3] Ce qu’elle fit, néanmoins, fut d’empêcher la Shkourina à joindre les Mamonov à Moscou. Quand plus tard elle permit à la Shkourina de partir de Saint-Pétersbourg pour former un ménage à trois avec les Mamonov, Catherine se moquait dans une lettre, que « ces deux enquiquineuses vont enfin le trucider entre eux »
L’empereur Paul, que Dmitriev-Mamonov avait toujours traité avec respect du temps qu’il jouissait encore de la faveur de l’impératrice, après son ascension en 1797 le créa encore comte de l’Empire Russe, mais ne le révoqua pas à la cour.
Avec la mort de son seul fils Matveï en 1863 la lignée des comtes Dmitriev-Mamonov s’éteignit, mais la famille noble existe à ce jour. Elle est inscrite dans le tomes V. et VI. du registre de la noblesse de Moscou (Armorial I, 30 et II, 21).

## Sources
- (ru) Cet article est partiellement ou en totalité issu de l’article de Wikipédia en russe intitulé « Дмитриев-Мамонов, Александр Матвеевич » (voir la liste des auteurs).
- С. Ш. Дмитриев-Мамонов, Александр Матвеевич // Энциклопедический словарь Брокгауза и Ефрона: В 86 томах (82 т. и 4 доп.). — СПб., 1890—1907 (C.Sch. Dmitriev-Mamonon, Alexandre Matveivitch, dans: Dictionnaire Encyclopédique Brockhaus et Ephron, en 86 volumes (82 volumes et 4 volumes complémentaires), St. Peterbourg 1890-1907)
- Дмитриев-Мамонов А.М. Письма графа А.М. Дмитриева-Мамонова к Екатерине II. 1790-1795 // Русский архив, 1865. – Изд. 2-е. – М., 1866. – Стб. 633-641. (Dmitriev-Mamonov, A.M.: Lettres du Comte A.M. Dmitriev-Mamonov à Catherine II., 1790-1995, dans: Archive Russe, 1865, 2. éd. Moscou 1866, colonnes 633-641)